# Locomotiva FS 197
Le locomotive gruppo 197 erano locomotive a vapore con tender, per treni merci, pervenute dopo il 1918 alle Ferrovie dello Stato in seguito allo smembramento del parco rotabili della rete austriaca della Südbahn.

## Storia
Le locomotive provenivano dal parco rotabili della Südbahn. Costruite per la trazione dei treni merci dalla fabbrica di locomotive Neustädter Lokomotivfabrik di Vienna nella quantità complessiva di 26 locomotive vennero consegnate entro il 1857. Inizialmente vennero inquadrate nel gruppo 21, passando dopo il 1864 nel nuovo gruppo 27. Le locomotive furono usate per ripagare i danni di guerra dopo la prima guerra mondiale. L'Italia ebbe assegnate le 26 unità che vennero immatricolate nel gruppo 197 con numeri progressivi da 001 a 026.

## Caratteristiche
Le locomotive del gruppo erano un tipico progetto del tempo che accomunava il tender alla locomotiva scaricando su esso parte del peso.

## Corrispondenza locomotive ex SB e numerazione FS[3]
Le locomotive vennero inizialmente denominate con un nome proprio, come era costume al tempo della costruzione; in seguito ebbero l'immatricolazione nel gruppo 21 e successivamente nel gruppo 27.
| Numero e gruppo FS | Nome, gruppo SB e numero  | fabbrica | anno di fabbricazione | demolizione o alienazione |
| ------------------ | ------------------------- | -------- | --------------------- | ------------------------- |
| 197.001            | CAPO D'ISTRIA, 21/27.637  | WN       | 1856                  | 1926                      |
| 197.002            | KASCHUTTA, 21/27.638      | WN       | 1856                  | 1926                      |
| 197.003            | CANORETTO, 21/27.640      | WN       | 1857                  | 1926                      |
| 197.004            | DIVACA, 21/27.641         | WN       | 1856                  | 1926                      |
| 197.005            | GRINDONZ, 21/27.642       | WN       | 1857                  | 1926                      |
| 197.006            | LAAK, 21/27.644           | WN       | 1856                  | 1927                      |
| 197.007            | JAVORNIK, 21/27.645       | WN       | 1857                  | 1927                      |
| 197.008            | KANOS, 21/27.646          | WN       | 1856                  | 1928                      |
| 197.009            | LANDSTRASS, 21/27.648     | WN       | 1857                  | 1929                      |
| 197.010            | LESECCE, 21/27.649        | WN       | 1856                  | 1929                      |
| 197.011            | MÖTTLING, 21/27.650       | WN       | 1856                  | 1929                      |
| 197.012            | MONTE MAGGIORE, 21/27.651 | WN       | 1856                  | 1926                      |
| 197.013            | ROVIGNO, 21/27.652        | WN       | 1857                  | 1926                      |
| 197.014            | REKA, 21/27.654           | WN       | 1856                  | 1925                      |
| 197.015            | RAKEK, 21/27.655          | WN       | 1857                  | 1925                      |
| 197.016            | SENOSETSCH, 21/27.788     | WN       | 1856                  | 1926                      |
| 197.017            | STEIN, 21/27.657          | WN       | 1856                  | 1926                      |
| 197.018            | TSCHERNEMBL, 21/27.658    | WN       | 1857                  | 1926                      |
| 197.019            | CHIAPOVANO, 21/27.634     | WN       | 1856                  | 1928                      |
| 197.020            | PARENZO, 21/27.635        | WN       | 1857                  | 1928                      |
| 197.021            | CHERSO, 21/27.636         | WN       | 1856                  | 1928                      |
| 197.022            | ISOLA, 21/27.643          | WN       | 1856                  | 1927                      |
| 197.023            | KIRCHHEIM, 21/27.647      | WN       | 1856                  | 1928                      |
| 197.024            | AQUILEIA, 21/27.633       | WN       | 1856                  | 1928                      |
| 197.025            | ROMBON, 21/27.653         | WN       | 1856                  | 1927                      |
| 197.026            | CORGNALE, 21/27.639       | WN       | 1857                  | 1915                      |